# Die Adlon-Verschwörung
Der Roman Die Adlon-Verschwörung ist ein historischer Thriller des britischen Schriftstellers Philip Kerr.
Die britische Originalausgabe mit dem Titel If the Dead Rise Not erschien im Jahr 2009 im Verlag Quercus, London. Die deutsche Erstausgabe kam 2010 im Wunderlich Verlag in der Übersetzung von Axel Merz auf den Markt. Der Roman erzählt die fiktive Geschichte des deutschen Polizeibeamten und späteren Privatdetektivs Bernhard (Bernie) Gunther. Der Roman ist der sechste Teil des sogenannten Berlin-Zyklus. Der Roman spielt in zwei unterschiedlichen Zeiträumen, der erste Teil des Buches in Berlin im Jahre 1934, der zweite Teil auf Havanna im Februar 1954.

## Handlung

### Erster Teil, Berlin 1934
Berlin 1934: Das nationalsozialistische Deutschland grenzt seine jüdischen Mitbürger durch öffentlichkeitswirksame Maßnahmen wie den Judenboykott aus dem öffentlichen Leben aus. Doch diese Politik wird für die Machthaber zu einem Problem, denn Deutschland steckt mitten in den Vorbereitungen zu den Olympischen Spielen 1936. Kritische Stimmen in den USA rufen zu einem Boykott der Spiele auf. Avery Brundage, der Präsident der American Olympic Association fährt nach Deutschland, um sich ein Bild über die Situation der Juden in Deutschland zu verschaffen. Brundage überzeugt die A.O.A. davon, dass es keine Repressalien gegenüber Juden in Deutschland gäbe und kann diese von einer Teilnahme der USA an den Olympischen Spielen überzeugen.
Der ehemalige Kriminalkommissar Bernhard Gunther hat den Dienst bei der Berliner Kripo aufgrund der Unvereinbarkeit seines Gewissens mit der nationalsozialistischen Ideologie quittiert und verdient nun sein Geld als Hausdetektiv im Hotel Adlon. Als ein reicher Geschäftsmann tot in seinem Bett aufgefunden wird, beginnt er zu ermitteln. Bei dem Toten handelt es sich um Heinrich Rubusch, den Geschäftsführer eines Würzburger Steinbruchunternehmens, das Jura-Natursteinkalk abbaut, der für das neue Berliner Olympiastadion verwendet werden soll. Außerdem wird er von dem amerikanischen Geschäftsmann Max Reles gebeten, eine wertvolle chinesische Schachtel zu finden, die diesem im Hotel gestohlen wurde. Zur gleichen Zeit wird die Leiche eines Mannes im Landwehrkanal gefunden. Bemerkenswert ist, dass in der Lunge des Toten Meerwasser gefunden wurde. Bernie Gunther inspiziert diese Leiche und findet heraus, dass es sich um einen jüdischen Boxer handelt. Die Polizei ermittelt aber nicht weiter in dem Fall.
Gunther wird von seiner Chefin Hedda Adlon beauftragt, Mrs. Noreen Charalambides – ihre langjährige Schulfreundin aus Amerika – zu begleiten. Mrs. Charalambides arbeitet als Journalistin für die Herald Tribune. Sie und Frau Adlon sind überzeugt, dass die Entscheidung der American Olympic Association zur Teilnahme an den Spielen – trotz zahlreicher offensichtlicher Beweise der Judenunterdrückung – politisch motiviert ist. Noreen Charalambides will darüber einen Zeitungsartikel schreiben, um der Boykottbewegung in den USA neue Argumente zu liefern.
Bei Ermittlungen in verschiedenen Sportvereinigungen finden Bernie und Noreen heraus, dass der ermordete Boxer, weil er als Jude aus der Boxvereinigung ausgeschlossen wurde, nicht mehr seinem Beruf nachgehen konnte und sich seinen Lebensunterhalt auf der Baustelle des Olympiastadions verdienen musste. Doch da es Juden nicht erlaubt ist, auf dieser Baustelle zu arbeiten, umgeht ein krimineller Arbeitsvermittler diese Regelung durch Korruption und beschäftigt dort jüdische Arbeiter für einen Hungerlohn und unter lebensgefährlichen Arbeitsbedingungen. Gunther findet heraus, dass wegen des Zeitdrucks, unter dem die Bauarbeiten stehen, fundierte geologische Untersuchungen nicht durchgeführt wurden. Infolgedessen kam es durch die Anbohrung einer Salzwasserkammer, die aus dem ehemaligen Zechsteinmeer gespeist wurde, zu einem Unfall, bei dem der Boxer ertrunken ist.
Im Laufe der Ermittlungen gelingt es Bernie Gunther, die chinesische Schachtel, die Max Reles entwendet wurde, zurückzugeben. Er findet in der Schachtel allerdings einen Brief mit einem Angebot für Kalkstein für den Bau des Olympiastadions, der von dem verstorbenen Steinbruchbesitzer stammt. Kurz darauf wird Gunther von der Gestapo verhaftet und zu einem Verhör nach Potsdam geschafft. Der Polizeipräsident von Potsdam, Wolf-Heinrich Graf von Helldorff, gibt Gunther zu verstehen, dass die nationalsozialistische Regierung seine Ermittlungen in Bezug auf die Unstimmigkeiten, die es beim Bau des Olympiastadions und der Vergabe der Spiele gab, nicht gutheiße und er mit einem KZ-Aufenthalt zu rechnen habe, falls er weiter in dem Fall ermittle. Auch wird ihm mit der Verhaftung von Noreen Charalambides gedroht, falls ihr kritischer Artikel publiziert würde. Nach einigen Tagen wird Gunther freigelassen und erfährt von Frau Adlon, dass Noreen nach Amerika abgereist ist und ihren olympiakritischen Artikel nicht veröffentlichten wird. Dies war eine Bedingung zur Freilassung Gunthers. Frau Adlon übergibt Gunther einen Brief von Noreen, in dem sie ihm ihre Liebe gesteht und ihm für die Zukunft alles Gute wünscht, auf dass sie sich in einer Welt ohne Nazis wiedersehen mögen. Gunther ermittelt dennoch weiter und erfährt über seine Kontakte bei der Berliner Polizei, dass das FBI in den USA gegen Max Reles wegen Kontakten zur amerikanischen Mafia ermittelt.
Gunther beschließt, nach Würzburg zu fahren und die Witwe des verstorbenen Steinbruchbesitzers Heinrich Rubusch zu besuchen und zu klären, ob dessen Tod eine natürliche Ursache hatte. Bei der Befragung der Witwe findet Gunther heraus, dass Rubusch wegen eines gefälschten Angebots den Auftrag für die Lieferung von Baumaterial nicht zugesprochen bekam. Die Hinweise verdichten sich, dass Max Reles dahinter stecken muss. Reles ist Besitzer eines Konkurrenzunternehmens und hat der Witwe ein Kaufangebot für den Steinbruch ihres verstorbenen Ehemanns gemacht. Dies würde ihm ein Monopol verschaffen. Zwar kommt Gunther hinter die Verbindungen Reles’ zur Mafia – doch die Gestapo verweigert weitere Ermittlungen, da er „eine Reihe einflussreiche[r] Freunde in Berlin“ besitze.
Gunther fährt zurück nach Berlin und sucht in der Hotelsuite von Reles nach Beweisen für dessen Schuld. Er wird erwischt und erfährt, dass Rubusch tatsächlich wegen des Steinbruchs ermordet wurde. Ein Handlanger von Reles zwingt Gunther dazu, sich mit Schnaps zu betrinken, um ihn unauffällig aus dem Adlon schaffen zu können. Gunther wird zu Reles’ Schiff gebracht, um ihn dort in Ruhe zu ermorden. Doch Gunther erpresst Max Reles mit seinen ermittelten Beweisen in Bezug auf die Mafiamitgliedschaft, seine begangenen Morde und jüdische Herkunft. Er behauptet, dass er einem Adlon-Pagen einen Brief anvertraut habe, den dieser nach seinem Tod an die Gestapo weiterleiten solle. Dies hätte zur Folge, dass die Nazis die geschäftlichen Beziehungen zu Reles aufgeben würden und ihn wegen Mordes vor Gericht stellen würden. Reles sieht keine Möglichkeit mehr, Gunthers zu ermorden, ohne dass es weitreichende Konsequenzen für seine Geschäfte hätte. Er erschießt seine Geliebte und seinen Handlanger, um mögliche Zeugen auszuschalten. Als Gegenleistung für Gunthers Schweigen verspricht er, Noreen Charalambides nichts anzutun und flieht. „Ein Patt, quasi. Das was die Politikwissenschaftler ein Schreckensgleichgewicht nennen“.

### Zweiter Teil, Havanna 1954
Der zweite Teil des Buches spielt 1954 auf Kuba und ist chronologisch innerhalb des Berlin-Zyklus hinter dem Roman Das letzte Experiment verortet.
Bernie Gunther lebt unter dem Namen Carlos Hausner in Havanna. Er verdient sein Geld mit dem Export von Zigarren. In einem Buchladen trifft er unerwartet Noreen Charalambides wieder, die als Schriftstellerin mit ihrer neunzehnjährigen Tochter Dinah im Haus von Ernest Hemingway lebt.
Auf einer von Noreen ausgerichteten Soirée lernt Gunther einen guten Freund Noreens kennen, den politisch enthusiastischen Anwalt Alfredo Lopez. Dieser ist ein entschiedener Kritiker des Regimes von Fulgencio Batista und unterstützt aktiv den Rebellenführer Fidel Castro. Beim Rückweg von der Abendgesellschaft wird Gunther durch die Militärpolizei angehalten und überprüft. Er telefoniert daraufhin mit Noreen und bittet sie, Lopez vor der Straßensperre zu warnen, da er u. a. politische Pamphlete im Wagen hat. Da Gunther auf dem Rückweg zu Noreen nicht noch einmal durch die Straßensperre fahren will, nimmt er einen Schleichweg und entdeckt dabei durch Zufall ein Waffendepot von kubanischen Rebellen.
Gunther wird bei Noreen Zeuge, wie Dinahs Freund diese nach Hause bringt. Es handelt sich dabei um Max Reles. Reles hat es in der Zwischenzeit zum Direktor eines Hotels und Kasinos gebracht, an dem auch Batista und die Mafia Anteile besitzen. Reles bietet Gunther den Posten eines Generalmanagers an – er nimmt an. Daraufhin geraten er und Noreen in Streit, da Noreen der Meinung ist, dass Reles ein schlechter Umgang für Dinah sei.
Kurze Zeit später wird Reles erschossen aufgefunden. Gunther bietet Hauptmann Sanchez von der kubanischen Polizei an, ihnen bei den Ermittlungen zu helfen. Der Verdacht fällt zunächst auf einen rivalisierenden Mafiaclan der die Machtverhältnisse in Kuba zu seinen Gunsten verändern will. Gunther weist jedoch nach, dass es sich bei dem Mord um die Rache eines ehemaligen Croupiers handelt, den Reles wegen seiner homosexuellen Neigungen entlassen wollte.
Von Noreen erfährt Gunther, dass Alfredo Lopez von der kubanischen Geheimpolizei verhaftet wurde. Gunther verhandelt mit Polizeichef Quevedo und bietet ihm an, die Polizei zum Waffenversteck der Rebellen zu führen, wenn dafür im Gegenzug Lopez freigelassen wird. Quevedo geht darauf ein und Gunther zeigt ihm das Versteck. Quevedo überrascht Gunther mit dem Wissen, dass Carlos Hauser nicht sein richtiger Name sei. Er erpresst Gunther mit seiner Vergangenheit als mutmaßlichem, gesuchtem Mörder zweier österreichischer Frauen und droht, Gunther auszuliefern, falls er nicht für ihn als V-Mann arbeiteten würde, um Reles Nachfolger im Kasino zu observieren. Gunther nimmt widerwillig das Angebot an, um Lopez zu retten.
Gunther bringt Lopez in ein Krankenhaus und erfährt von ihm, dass Dinah seine gemeinsame Tochter mit Noreen ist. Er gesteht Noreen, dass er selbst der Mörder von Reles ist. Dadurch wollte er Dinah vor Reles’ schlechtem Einfluss retten. Er weist aber sämtliche Verantwortung als Vater von sich, da er der Meinung ist, dass er ebenfalls ein schlechter Umgang für seine Tochter wäre. Noreen fragt ihn nach seiner Motivation, Lopez zu retten. Gunther antwortet ihr: „… ich hatte plötzlich wieder Hoffnung, dass nicht mein ganzes Leben verschwendet ist.“ Gunther trennt sich von Noreen und versucht erneut seine Einsamkeit zu betäuben „… und verbrachte die Nacht mit zwei willigen Huren. Ich fühlte mich mit ihnen kein Stück weniger allein. Sie halfen mir nur, die Zeit zu vertreiben. Die wenige Zeit, die wir im Leben haben.“

## Auszeichnungen und Kritik
Der Roman erhielt 2009 für das englische Original den Ellis Peters Award als Bester historischer Kriminalroman.
Zur deutschen Ausgabe schrieb Michael Drewniok auf krimi-couch.de: „Die manchmal peinlichen und auf die Dauer in ihrer Häufung lästigen Klischees fallen zwar unter die Rubrik ‚dichterische Freiheit‘: Kerr übertreibt, wo er ohnehin die Realität verkürzen muss, um Anschaulichkeit und leserliche Emotionen zu generieren. Dabei geht ihm Penetranz vor Andeutung. Die Adlon-Verschwörung wäre als Buch vermutlich nur halb so dick, würde Kerr seinen Bernie Gunther nicht ständig zwingen, Stellung zu beziehen. Wo dieser steht & geht, gilt es Nazi-Roheiten zu beobachten und zu kommentieren.“
Bernhardt D’Alemagne schrieb auf literaturzirkel.eu: „Philip Kerr hat den historischen Rahmen gut recherchiert und verliert sich nicht in vielleicht zweifelhaften Details. Ihm scheint die Personen- und Milieuzeichnung wichtiger, die ihm auch sehr gut gelingt.“

## Deutsche Veröffentlichungen
- Die Adlon Verschwörung. Wunderlich, Reinbek bei Hamburg 2010, ISBN 978-3-8052-0890-1.
- Die Adlon Verschwörung. Rowohlt-Taschenbuch-Verlag, Reinbek bei Hamburg 2011, ISBN 978-3-499-25378-2.